# Obedience
Obedience je četvrti EP švedskog black metal-sastava Marduk. Diskografska kuća Blooddawn Productions objavila ga je u ožujku 2000.

## Popis pjesama
| 1.    | »Obedience«                                      | 3:31 |
| 2.    | »Funeral Bitch«                                  | 4:04 |
| 3.    | »Into the Crypts of Rays« (obrada Celtic Frosta) | 4:08 |
| 11:43 |                                                  |      |

## Zasluge
Marduk
- Legion – vokali
- Evil – gitara
- B. War – bas-gitara
- Fredrik Andersson – bubnjevi